# 美土路達雄
美土路 達雄（みどろ たつお、1917年（大正6年）5月1日 - 1992年（平成4年）11月29日）は、日本の農業経済学者・教育学者・家政学者。専門は農業経済学・農民教育論・農業家政学・農業協同組合経営論など。農産物市場論において市場構造分析の基礎を築き、農協の経営主義を批判するなど、研究領域は多岐に渡る。教育学博士（北海道大学）。名寄女子短期大学名誉教授。

## 人物
岡山県津山市生まれ。1938年第一高等学校 （旧制）卒業。1942年東京帝国大学農学部卒業。同年、日本勧業銀行に入社。1945年東京帝國大学大学院（旧制）特別研究生修了。その後、病気療養。1955年協同組合短期大学協同組合科助教授に就任。1961年協同組合短期大学協同組合科教授。1973年6月28日協同組合短期大学廃校。同年、北海道大学教育学部教授に就任。1981年北海道大学を定年退官。名寄女子短期大学学長に就任。1987年名寄女子短期大学学長退任。名寄女子短期大学名誉教授。足羽進三郎の招聘に応じ札幌学院大学人文学部教授に就任。1990年札幌学院大学退職。北星学園女子短期大学生活教養学科教授。1992年教授在職のまま逝去。
1983年、北海道大学より教育学博士、論文の題は「現代農民教育の基礎構造 」。

## 主要著書
- 『出稼ぎ：農村はどこへ行く』（日本経済新聞社、1965年）
- 『農協の未来像』（編著、現代企画社、1967年）
- 『働くものの農協論』（現代企画社、1967年）
- 美土路監修：新居芳子 訳『ベトナムの農業と農民』（民衆社、1969年）
- 『米:その需給と管理制度』（編著、現代企画社、1969年）
- 佐藤日出夫共編『ここに虹の旗を』（民衆社、1981年）
- 『現代農民教育の基礎構造』（編著、北海道大学図書刊行会、1981年）
- 山田定市共編『地域農業の発展条件：北海道酪農の展開構造』（御茶の水書房、1985年）
- 美土路監修、山田定市ほか共編『現代農民教育論』（あゆみ出版、1987年）
- 『北のくらしと家政学：地域社会の発展条件と生活研究の課題』（編著、北海道大学図書刊行会、1987年）